# Diksis
Diksis est un woreda du centre de l'Éthiopie situé dans la zone Arsi de la région Oromia. Détaché des woredas voisins dans les années 2000, il a 72 301 habitants en 2007. Son chef-lieu est Deksis.

## Nom
Le woreda s'appelle Diksis sur la carte administrative tandis que Deksis désigne le plus souvent le chef-lieu,,. On trouve cependant parfois l'orthographe « Deksis » pour le woreda et « Diksis » pour le chef-lieu.

## Situation
Le woreda est entouré dans la zone Arsi par Jeju au nord, Sude à l'est, Robe au sud, Hitosa sur une courte distance au sud-est[à vérifier], Lude Hitosa et Sire à l'ouest.
Deksis se trouve une cinquantaine de kilomètres à l'est d'Iteya sur la route en direction de Robe,.
La seconde agglomération du woreda s'appelle Bulala et se trouve une dizaine de kilomètres au sud de Deksis sur la même route,.

## Population
Au recensement national de 2007, le woreda compte 72 301 habitants dont 11 % de citadins comprenant 6 982 habitants à Deksis et 872 habitants à Bulala. La majorité des habitants du woreda (63 %) sont musulmans et 37 % sont orthodoxes.
En 2022, la population du woreda est estimée à 106 397 personnes avec une densité de population de 267 personnes par km2 et 399 km2 de superficie.